# Gephyrellula condeuba
Espèce
Gephyrellula condeuba est une espèce d'araignées aranéomorphes de la famille des Philodromidae.

## Distribution
Cette espèce est endémique de Bahia au Brésil,. Elle se rencontre vers Condeúba.

## Description
Le mâle holotype mesure 3,04 mm et la femelle paratype 3,52 mm.

## Systématique et taxinomie
Cette espèce a été décrite par Schinelli, Prado, Baptista et Takiya en 2025.

## Étymologie
Son nom d'espèce lui a été donné en référence au lieu de sa découverte, Condeúba.

## Publication originale
- Schinelli, Prado, Baptista & Takiya, 2025 : « A new species and the phylogenetic placement of the Neotropical genus Gephyrellula Strand, 1932 (Araneae, Philodromidae). » Evolutionary Systematics, vol. 9, p. 87-98.